# Experimento de Bombard
El experimento de Bombard fue un experimento de supervivencia para náufragos llevado a cabo por el doctor francés Alain Bombard, médico en Boulogne-sur-Mer. 
Alain Bombard se enfrentó en el curso de su actividad profesional al problema del salvamento de náufragos y se dedicó con tesón al hallazgo de posibles soluciones. Durante la Segunda Guerra Mundial el problema de la supervivencia de los náufragos se presentó en numerosas ocasiones. Pero su verdadera motivación fue el hecho de ver a 43 marineros muertos en el Canal de la Mancha tras un naufragio en el año 1952. Él, como médico que era, decidió experimentar algún método de supervivencia para náufragos durante largas temporadas. 
Realizó la parte práctica del experimento en 1953 y éste fue muy valioso para saber cómo sobrevivir en caso de naufragio. 
Bombard partió de las observaciones registradas en tales casos y se propuso estudiar las posibilidades de salvación existentes para futuros náufragos. Quiso dar una respuesta positiva a la cuestión de la supervivencia en esas circunstancias y para ello se fundó en sus propias investigaciones científicas y también en su particular experiencia directa.
En esencia, se enfrentó con el problema de la navegación en solitario. Se calcula que sólo la cuarta parte de los náufragos perece tras una larga temporada sobre pobres embarcaciones de emergencia[cita requerida]. Hay el precedente de los que han surcado solos el océano. El elevado porcentaje de náufragos que han podido salvarse, y el éxito de la aventura del navegante solitario parecen demostrar que, de sus propios percances, es posible extraer algunas normas de conducta destinadas a lograr mayores seguridades de supervivencia en el mar.

## Preparación del experimento.
A esta tarea se entregó Bombard totalmente. Ante todo estudió las empresas de otros navegantes que habían podido resolver las dificultades con las que debe enfrentarse el náufrago.
En resumen, Bombard consideró que la posibilidad de permanencia en el mar depende de la solución que se dé a tres órdenes de dificultades:
1. Conocer muy bien los vientos, corrientes marinas y el clima.
2. Poseer las más amplias nociones posibles de técnica marinera.
3. Aprender a alimentarse y a aplacar la sed aprovechando los recursos del propio mar, con objeto de prescindir al máximo de las propias reservas en alimentos y bebidas.

Para ello viajó al Museo Oceanográfico de Mónaco y allí estudió con particular atención el problema de la alimentación de los náufragos y descubrió que a partir de la fauna marina es posible obtener vitaminas B12, todas las vitaminas esenciales y vitamina C. En cuanto al agua, descubrió que esta se encontraba de manera abundante en los peces, cuyos tejidos contienen menor cantidad de sal que los de los mamíferos. Es fundamental, sin embargo, para el presunto náufrago, que este evite caer en la carencia de líquido antes de haber conseguido capturar una abundante cantidad de peces, pero estos momentos pueden solucionarse con la administración de pequeñas dosis de sal.

## Primer viaje.
Después de elaborar su propio programa de trabajo sobre las anteriores bases, Bombard se arriesgó a poner en práctica sus hipótesis en 1952. Adaptó un bote de salvamento de tipo corriente y llevó a cabo con un primer compañero un primer viaje de ensayo entre Mónaco y las Islas Baleares. El bote, de fondo plano, medía 4,60 m de longitud y 1,90 m de anchura y se sostenía con la ayuda de dos flotadores en forma de tubos de goma hinchados; una vela de 3 m² completaba su aparejo. Fue bautizado con el nombre de l´Heretique (‘El hereje’). Los navegantes partieron el 25 de mayo y dos días después ya habían iniciado su dieta de pescado y para el 11 de junio habían llegado felizmente a las Islas Baleares.

## Segundo viaje.
Realizó un segundo viaje, esta vez sin compañía, en el Océano Atlántico siguiendo la ruta Tánger-Casablanca-Canarias-Antillas. Zarpó el 11 de agosto de 1952, aun sabiendo las diferencias entre el Atlántico y el Mediterráneo y la fragilidad de su embarcación, supo aprovechar la corriente de las Canarias y en diez días cubrió la primera etapa. El 25 de agosto partió de Casablanca y al undécimo día de navegación desembarcó en el puerto de Las Palmas. Tras un descanso de mes y medio, durante el cual volvió a París para presenciar el nacimiento de su primer hijo, el 19 de octubre inició la parte más importante de su viaje, la travesía del Atlántico, en la cual tuvo que enfrentarse a graves peligros, como la rotura de la vela, varias inundaciones de su embarcación y un mar embravecido; pero consiguió ser, como decía él que debía ser un náufrago, «Más testarudo que el mismo mar».
La dieta fue totalmente eficaz pues sobrevivió toda esa travesía sin probar un sorbo de agua, aunque lo pasó francamente mal los días 10 y 11 de diciembre, cuando experimentó grandes impresiones de hambre y sed. Con todo, el 23 de diciembre arribó a Bridgetown, capital de Barbados y la más oriental de las Pequeñas Antillas. 
El experimento de Bombard fue muy positivo al demostrar las altas posibilidades de salvación que tiene un náufrago. Tras este viaje escribió el libro Náufrago voluntario.

## Tras el viaje
A Bombard se le tildó de loco y mentiroso pues algunos creían que se había alimentado a escondidas durante la travesía. Cuando volvió a Francia colaboró en política y fue secretario de estado de Medio Ambiente. También fue condecorado con la legión de honor y al mérito marino.
Una línea de lancha neumática Zodiac se nombró «Zodiac Bombard» en su honor.